# Onionhead
Onionhead is een Amerikaanse filmkomedie uit 1958 onder regie van Norman Taurog. Destijds werd de film in Nederland uitgebracht onder de titel Rats, kuch en uien.

## Verhaal
De student Al Woods is vooral geïnteresseerd in meisjes en feesten. Na een ruzie met zijn vriendin Jo Hill meldt hij zich aan als hulpkok bij de kustwacht. Zo hoopt hij rustig de Tweede Wereldoorlog uit te zitten. Hij heeft moeite met tucht en komt regelmatig in aanvaring met officier Red Wildoe. Zo trekt Al de aandacht van diens verloofde Stella Papparonis.

## Rolverdeling
| Acteur         | Personage         |
| -------------- | ----------------- |
| Andy Griffith  | Al Woods          |
| Felicia Farr   | Stella Papparonis |
| Walter Matthau | Red Wildoe        |
| Erin O'Brien   | Jo Hill           |
| Joe Mantell    | Doc O'Neal        |
| Ray Danton     | Dennis Higgins    |
| James Gregory  | Luitenant Fox     |
| Joey Bishop    | Sidney Bishop     |
| Roscoe Karns   | Windy Woods       |
| Claude Akins   | Poznicki          |
| Ainslie Pryor  | Miller            |
| Sean Garrison  | Kaffhamp          |
| Dan Barton     | Fineberg          |
| Mark Roberts   | Luitenant Bennett |
| Peter Brown    | Clark             |
| Tige Andrews   | Charlie Berger    |
| Karl Lukas     | Agnelli           |